# Reforma (Chiapas)
Pour les articles homonymes, voir Reforma.
Reforma est une municipalité du Chiapas, au Mexique. Elle couvre une superficie de 399,9 km2 et compte 45 104 habitants en 2015.